# Розен, Александр Владимирович
Барон Алекса́ндр Влади́мирович Ро́зен (1779—1832) — генерал-майор русской армии, отличившийся во время итальянского похода и наполеоновских войн. Брат Г. В. Розена.

## Биография
Родился 18 октября 1779 года в семье генерал-поручика барона Владимира Ивановича Розена и его жены Олимпиады Федоровны, урожденной Раевской.
Записанный в службу на 8-м году от роду в лейб-гвардии Преображенский полк сержантом (01.01.2787), Александр Розен затем был переведен (01.01.1794) вахмистром лейб-гвардии в Конный полк, а в январе 1795 года был выпущен капитаном в Азовский пехотный полк, где и дослужился до чина майора (22 сентября 1796 года).

### Походы с Суворовым
После перевода 28 апреля 1797 года в Ряжский мушкетерский полк барон Розен назначен был состоять (14.07.1799) адъютантом при графе Суворове-Рымникском; он принял участие в походе в Италию против французов и, находясь при Суворове во время боя 9 апреля при занятии города и цитадели Брешии, он выказал отличное мужество и хладнокровие, не раз будучи посылаем Суворовым с приказаниями под огонь неприятеля. 17 апреля, при переходе через реку Аду, и в других делах Розен, по приказанию Суворова, находился в действующих войсках и, вместе с двумя эскадронами гусар и двумя батальонами австрийских гренадер, атаковал неприятельскую колонну, спешившую отрезать путь к мосту на p. Аде; барон Розен ударил на неё и истребил, захватив 6 пушек и одно знамя; за этот подвиг он получил от Суворова орден св. Анны 2-й степени.
При взятии города Тортоны 11 мая, при разбитии французских войск при Маренго 14 мая и при занятии города Турина, барон Розен все время находимся при главнокомандующем и был награждён командорским крестом ордена св. Иоанна Иерусалимского и королевско-сардинским орденом св. Маврикия и Лазаря. При осаде крепости Александрии, а равно при осаде цитадели Серевало он снова несколько раз водил в атаку части войск, успешно действуя против неприятеля, а в генеральном сражении под Нови командовал сводным гвардейским батальоном и, видя, что неприятельские стрелки залегли в виноградниках и оттуда метко стреляют по русским войскам, он, по собственной инициативе, атаковал их и штыками выбил из виноградников: встретив здесь прибывшую на подкрепление стрелкам неприятельскую колонну, он, однако, воодушевив солдат, бросился вперед, атаковал врага и заставил его с уроном отступить. За это дело он был награждён орденом св. Анны 2 класса, украшенным алмазными знаками.
В сентябре барон Розен находился с войсками в Швейцарии, в октябре участвовал в бою при занятии и штурме Чертова моста и, в продолжение всего перехода Суворова через Альпы, находился неизменно при исполнении своих обязанностей и награждён был австрийским военным орденом Марии-Терезии. Оставаясь при Суворове, Розен 10 января 1800 года был произведен в подполковники, 25 апреля того же года был по-прежнему определен в Ряжский мушкетерский полк.

### Войны с Наполеоном
В 1801 году переведён был лейб-гвардии в Преображенский полк, в котором 17.09.1802 был произведен в полковники, 24 сентября того же года переведен был в Павлоградский гусарский полк и в 1805 году выступил с ним в поход против французов. С 13 августа он был в непрерывном походе через Галицию, Силезию, Моравию, верхнюю Австрию и, пройдя часть Баварии до города Альт и Немтин, возвратился с полком обратно; во время этого следования, 19 октября он участвовал в бою при г. Ламбоке, затем при Энсе, Анштеттене, Санкт-Пельтене и, наконец, в бою при Шенграбене, во время которого командовал форпостами, имея непрерывные дела с неприятелем. При атаке неприятеля в м. Вимау, Розен несколько раз врубался со своими гусарами в неприятельское каре, расстраивал его и давал возможность действовать свежим частям. При Аустерлице он в авангарде, с батальоном гусар, атаковал французов, за что 12.01.1806 был награждён орденом св. Георгия 4-й степени. Затем барон Розен двинулся через Венгрию к границам России.
В 1806 году барон Розен был назначен командиром Павлоградского гусарского полка и уже в качестве командира его принимал участие в дальнейших военных действиях против Наполеона. Сражаясь в декабре при м. Голомине и близ Макова, он с батальонами гусар и донскими казаками находился в авангарде и произвел опустошительную атаку при д. Новой-Веси, за что и получил золотую саблю с надписью «за храбрость». В 1807 году при Янкове, затем при Лендеберге и при Прейсиш-Эйлау он командовал отдельными отрядами и в мае месяце участвовал при переправе русской армии через реку Альт. Находясь в передовых войсках под командой атамана войска донского генерала Платова, Розен своей лихостью снискал расположение знаменитого казака и был им представлен и награждён орденом св. Владимира 3-й степени.
В 1810 году Розен был назначен шефом Лейб-Кирасирского Её Величества полка и в кампанию 1812 года принимал участие в сражениях против французов под Витебском, под Смоленском и под Бородиным. Имея под командой своей указанный Лейб-Кирасирский полк, он атаковал во главе двух эскадронов этого полка неприятельскую конницу, которая стремилась уничтожить отрезанную у курганной батареи русскую пехоту; в этом подкрепил атаку кавалергардов и конной гвардии; барон Розен был за это произведен в генерал-майоры.

Сего августа 26 числа, находясь в сражении под личным начальством господина генерал-майора Бороздина, со вверенным мне Лейб-Кирасирским Её Императорского Величества полком с шести часов утра до четырех по полудни под непристанными выстрелами неприятеля; в четыре же часа по повелению ево, господина генерал-майора Бороздина, последовал я на правой фланг, в то самое время, когда превосходная кавалерия неприятельская прорвалась в центр нашей армии. Я, видев сие, атаковал сам с лейб-эскадроном и майора Кашембара неприятеля в тыл, где неприятельские кирасиры и уланы были вовсе разбиты и по двоекратной атаке на его пехоту опрокинуты. Сими атаками была спасена наша пехота и весь центр нашей армии. Протчие же два эскадрона, командирской и майора Салогуба, оставались на левом фланге, где двоекратно брали батареи неприятельские, но не в силах были, не имев подкрепления, оных свести.— Рапорт шефа Лейб-Кирасирского Её Императорского Величества полка полковника барона А.В. Розена цесаревичу и великому князю Константину Павловичу
Под Тарутиным, под Малоярославцем и при Вязьме, под Красным и при переправе через р. Березину Розен с лейб-кирасирами все время был в голове действующей армии и был награждён за это орденом св. Анны 1 класса. В дальнейшем преследовании армии Наполеона он все время находился во главе своего полка и за успехи, проявленные им в бою при Франкфурте-на-Майне, получил прусский орден Красного Орла 2-й степени.
Перейдя 1 января 1814 года Рейн, Розен вступил с полком в пределы Франции, 18 марта был в бою под Парижем, атакуя монмартрские предместья.

### Поздние годы
По окончании кампании барон Розен был награждён арендой в Гродненской губернии (староством Лисовицким с деревнями), а в 1816 году был назначен бригадным командиром 1-й бригады 3-й драгунской дивизии. В 1819 году ему было пожаловано в вечное потомственное владение 3000 десятин земли и в том же году он был назначен командиром 3-й драгунской дивизии. В 1822 году Розен принужден был отправиться для лечения за границу, а в 1826—1829 г. состоял по кавалерии.
Скончался он в Санкт-Петербурге 20 августа 1832 года и погребен на Тихвинском кладбище Александро-Невской лавры.

## Семья

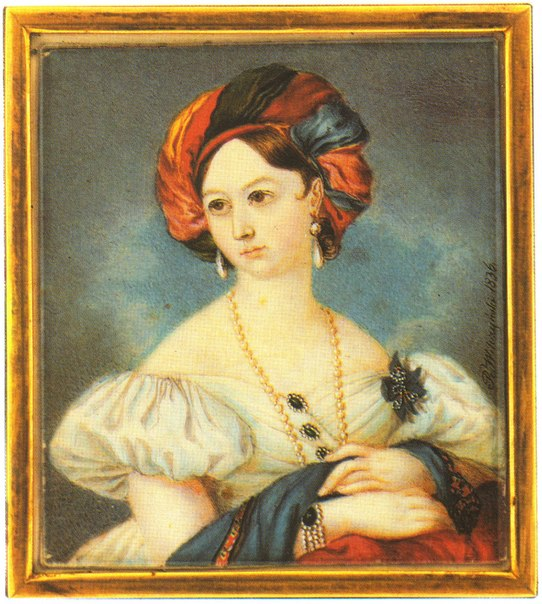
Мария Александровна Розен, дочь. Худ. Р. Вильчинский

Был женат на польской графине Альбертине Грабовской (1784—1856). У них было три сына и две дочери:
- Владимир (1810—1881) — генерал-лейтенант, командир Павлоградского гусарского полка;
- Алексей (1812—1867) — генерал-майор
- Григорий .
- Мария — фрейлина двора (1830), была замужем за своим кузеном Грабовским.
- Елизавета.

## Награды
Российской империи:
- Орден Святой Анны 2-й степени (14 апреля 1799)[3]; алмазные украшения к ордену
- Орден Святого Иоанна Иерусалимского командорский крест (6 июня 1799)[3]
- Орден Святого Георгия 4-го класса (12 января 1806)[3]
- Золотая сабля «за храбрость» (17 апреля 1807)[3]
- Орден Святого Владимира 3-й степени (26 апреля 1808)[4]
- Орден Святой Анны 1-й степени (11 сентября 1813)[5]
- Серебряная медаль «В память Отечественной войны 1812 года»
- Бронзовая медаль «В память Отечественной войны 1812 года»

Иностранных государств:
- Орден Красного орла 2-й степени (королевство Пруссия)
- Военный орден Марии Терезии 3-й степени (Австрийская империя)
- Орден Святых Маврикия и Лазаря кавалерский крест (королевство Сардиния)